# Charike-ye Tārā
Charike-ye Tārā (persa: چریکه تارا, La balada de Tara) és una pel·lícula iraniana de 1979 dirigida per Bahram Beyzai. Va competir a la secció Un Certain Regard al 33è Festival Internacional de Cinema de Canes.

## Argument
Una vídua, Tara (Susan Taslimi), torna a la seva cabana amb els seus dos fills petits (Golbahar Eslami, Ghorbanali Falahi). Encara en camí, escolta que el seu avi ha mort. A la carretera, la Tara veu passar un "guerrer" de l'antiguitat (Manouchehr Farid).
Entre la seva herència paterna, la Tara troba una espasa que no li serveix de res. Tanmateix, intenta utilitzar-la per collir la seva collita sense èxit. Així que la llença al riu. El guerrer torna a aparèixer. El corrent d'aigua torna l'espasa. Tara la regala al guerrer que és l'últim supervivent d'un exèrcit des de l'antiguitat. Aquest últim, enamorat de Tara, ja no pot tornar al seu temps en el passat. La cunyada de la Tara (Tavous Zarei) té previst casar el seu germà, Ashoub (Siamak Atlassi) amb la Tara. Tara es nega. Ashoub segresta els fills de la Tara i l'acusa d'haver matat el seu germà.
Escèptica davant la presència llegendària del "guerrer", la Tara es troba amb ell de nou acusant-lo de sabotejar el món real amb un títol absurd. Un exèrcit s'aixeca del fons de l'aigua, i el "guerrer" s'escapa per amagar-se al cor del bosc. Tara promet al "guerrer" que el seguirà al seu món. El guerrer marxa el mar i es submergeix amb el seu cavall fins al fons de les aigües. La Tara s'apressa a seguir-lo, però les ones la fan enrere.

## Repartiment
- Susan Taslimi - Tara
- Manuchehr Farid - Guerrer
- Reza Babak - Ghalich
- Siamak Atlassi - Ashoob
- Mahin Deyham - Esposa del veí
- Mohammad Poursattar
- Sami Tahasuni
- Reza Fayazi - Veí
- Sirus Hassanpur